# Nejapa de Madero
Nejapa de Madero là một đô thị thuộc bang Oaxaca, México. Năm 2005, dân số của đô thị này là 7285 người.